# Quân khu Phúc Châu
Quân khu Phúc Châu là một cựu quân khu của Quân Giải phóng Nhân dân Trung Quốc. Thẩm quyền của quân khu là hai tỉnh Phúc Kiến và Giang Tây. Năm 1985, quân khu bị giải thể và sáp nhập vào Quân khu Nam Kinh.

## Cựu Tư lệnh
- Diệp Phi (叶飞)
- Hàn Tiên Sở (韩先楚)
- Bì Định Quân (皮定均)
- Dương Thành Vũ (杨成武)
- Giang Ủng Huy (江拥辉)

## Cựu Chính ủy viên
- Diệp Phi (叶飞)
- Trung Bồi Thiện (中培善)（chính ủy thứ 2）
- Dương Thượng Khuê (杨尚奎)（chính ủy thứ 3）
- Chu Xích Bình (周赤萍)
- Lý Chí Dân (李志民)
- Giang Vị Thanh (江渭清)
- Lưu Chí Cao (廖志高)
- Phó Khuê Thanh (傅奎清)